# Mikrokosmos
Mikrokosmos (el universo en pequeño) Sz. 107, BB 105 es un conjunto de composiciones para piano de Béla Bartók: 153 piezas progresivas (de dificultad ascendente) en seis volúmenes escritas entre 1926 y 1939.

## Un "curso de piano"
Las piezas individuales progresan desde lo muy sencillo y de estudios para un principiante hasta muestras muy difíciles de técnica avanzada, y son usadas en las lecciones modernas para piano y en educación musical. En suma, según Bartók, la pieza musical «aparece como una síntesis de todos los problemas musicales y técnicos que han sido tratados y en algunos casos sólo parcialmente resueltos en obras pianísticas anteriores». Los volúmenes primero y segundo están dedicados a su hijo Péter, mientras que los volúmenes quinto y sexto están concebidos como piezas de concierto para tocarse profesionalmente.
Bartók indicó que las piezas también podían ser tocadas en otros instrumentos: Huguette Dreyfus, por ejemplo, grabó piezas de los volúmenes 3 al 6 al clavecín.
En 1940, poco antes de emigrar a los Estados Unidos, Bartók realizó un arreglo para dos pianos de siete de las piezas para añadirlas al repertorio para concierto de él y su esposa Ditta Pásztory-Bartók.

## Estructura
Consta de 6 volúmenes según la edición más difundida (la de Boosey & Hawkes), que esquemáticamente siguiendo el orden de creciente dificultad, puede acotarse a sólo 3 libros como fuera propuesto y entendido originalmente por Bartók (como se presenta en la Wiener Urtext Edition):
- Volúmenes I-II: Piezas 1-36 y 37-66, para principiantes.
- Volúmenes III-IV: Piezas 67-96 y 97-121, de nivel moderado y hasta avanzado.
- Volúmenes V-VI: Piezas 122-139 y 140-153, para performance profesional.